# Macchi C.200 Saetta
Macchi C.200 Saetta je bilo italijansko lovsko letalo druge svetovne vojne.

## Začetek proizvodnje
Letalo je nastalo v tovarni Aeronautica Macchi pod vodstvom Maria Castoldija. Bil je naslednik izjemnih hidroplanov te tovarne, ki so v letih pred drugo svetovno vojno zmagovali na hitrostnih tekmovanjih. Letalo je bilo kljub temu ob nastopu službe dokaj počasno in je imelo ob vstopu v Regio Aeronautico veliko težav s Fiatovim motorjem. Letalo pa je bilo izredno okretno in je imelo odličen vzpon (boljši od njega v tem elementu je bil od zavezniških letal le Spitfire). Bil je tudi izredno trdno zgrajen in je imel pogosto tudi vlogo jurišnika.

## Uspehi letala
Saetta je bil najbolj množičem italijanski lovec, ki se je pojavljal na vseh bojiščih v Sredozemlju. V italijanskih enotah je sodeloval v Grčiji, Jugoslaviji, severni Afriki, bitki za Malto, z nemškimi enotami pa tudi na vzhodni fronti, kjer je dosegal odlične rezultate (razmerje v zmagah je bilo 88 proti 15 v korist Macchija).
Do konca vojne je bilo izdelanih 1153 teh lovcev.

## Različice
- M.C.200
- M.C.200 bis
- M.C.200 CB
- M.C.201

## Uporabniki
- Italija
- Tretji rajh